# 진보사관
진보사관(進歩史観, idea of progress)이란 역사를 인간사회가 어떤 최종형태를 향해 발전해 가는 과정으로 간주하는 역사관이다. 예컨대 휘그사관은 현체제를 이상적인 최종형태로 삼고, 과거의 역사들이 현체제에 이르기 위한 점진적 발전으로 여겨 현체제를 정당화한다. 한편 마르크스주의 유물사관은 미래에 최종형태인 공산체제가 설치될 것이며 현체제는 그 미래체제로 가기 위한 임시단계로 해석한다.  기독교의 종말론에서 비롯되어 18, 19세기 계몽주의와 습합되어 널리 제기되었다. 오귀스트 콩트, 헤겔, 마르크스 등이 대표적인 진보사관론자다.